# Debito pubblico degli Stati Uniti d'America
Il debito pubblico degli Stati Uniti d'America è il debito contratto dallo stato federale degli Stati Uniti e dalla relativa pubblica amministrazione a livello locale.
A dicembre 2023, il debito pubblico totale ammontava a 33.100 miliardi di dollari, ossia pari a circa il 129% del PIL nazionale, e a circa 6,7 volte le entrate fiscali. Il debito pubblico detenuto da privati era pari a 26.500 miliardi di dollari, circa il 99% del PIL nazionale.

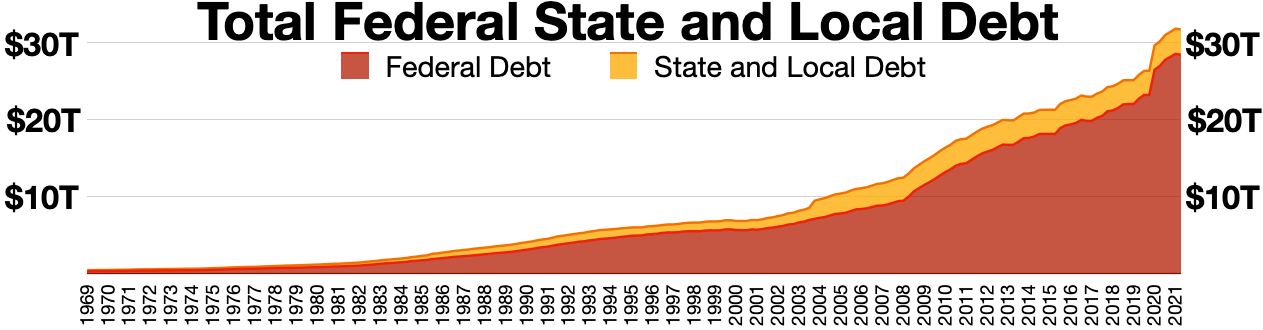
Debito pubblico totale degli Stati Uniti in dollari (1969-2021). A causa della pandemia da COVID-19 il debito totale degli Stati Uniti è cresciuto notevolmente e ha raggiunto i 30.000 miliardi di dollari.

## Descrizione

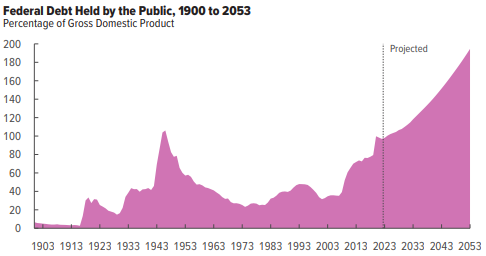
Debito federale degli Stati Uniti detenuto da enti non governativi (1900-2022, con proiezione fino al 2053).

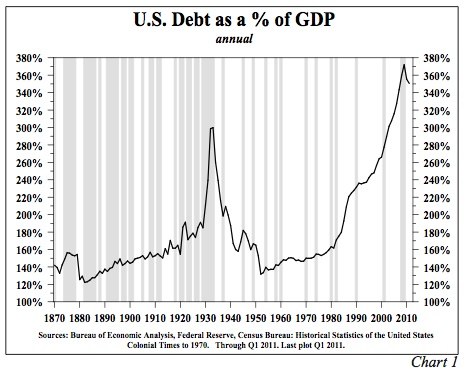
Debito pubblico e privato combinati degli Stati Uniti, dal 1870 al 2012.

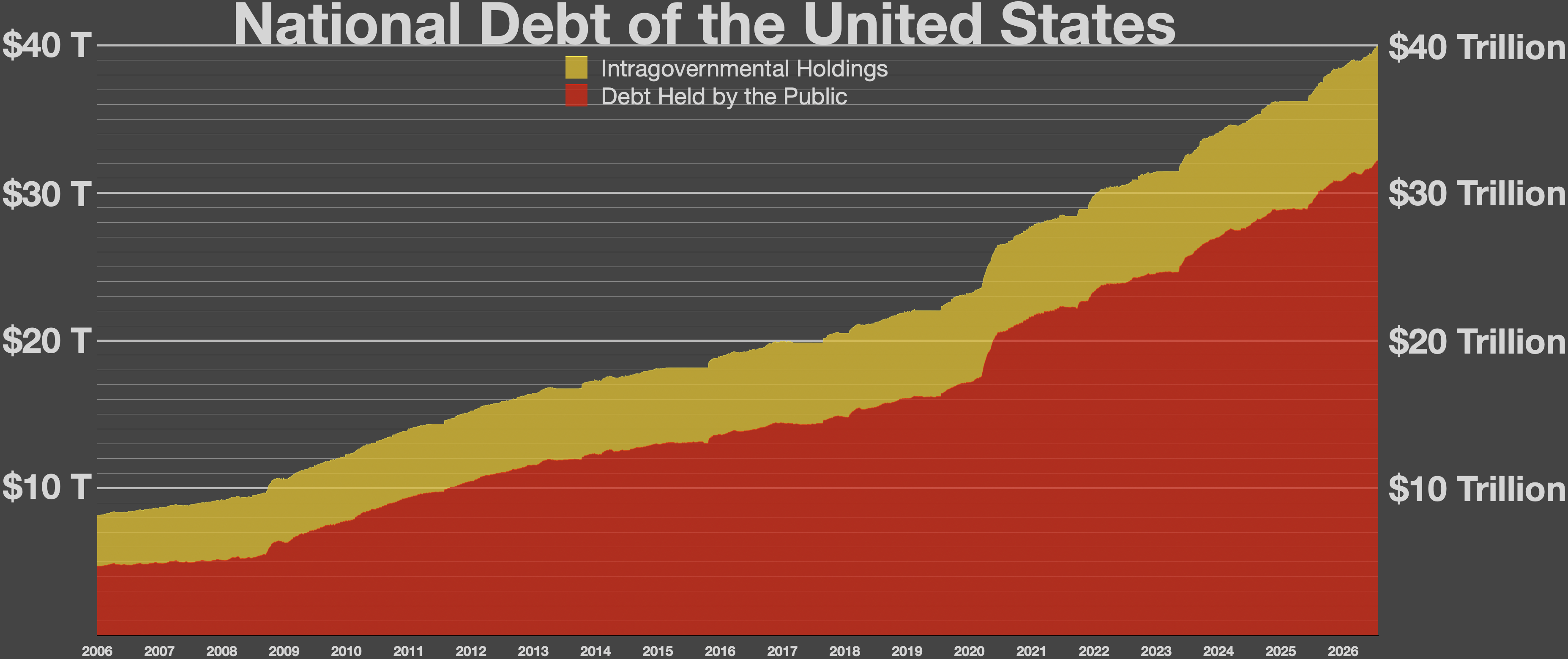
Suddivisione del debito pubblico totale a seconda di chi lo detiene (2006-2024)

Il debito pubblico statunitense (chiamato "national debt", "public debt" o anche alle volte "government debt") si compone sia del debito contratto dal governo federale e dall'amministrazione centrale ("federal debt"), sia dei debiti pubblici contratti dai singoli Stati federati ("State debt") che delle contee e altre amministrazioni minori locali ("Local debt").
Il debito pubblico statunitense si divide altresì in due sottoinsiemi a seconda di chi lo detiene: una parte, la più importante, è detenibile da parte di qualunque privato ("Debt held by the public") e un'altra parte che è detenuto da vari enti pubblici ("intragovernmental debt").
Il debito pubblico può essere aumentato solitamente entro un tetto massimo ("debt ceiling") stabilito per legge dal Congresso. L'ufficio di bilancio del Congresso (o CBO) si occupa di redigere rapporti sul debito e sul bilancio dello stato ogni anno.

### Debito federale

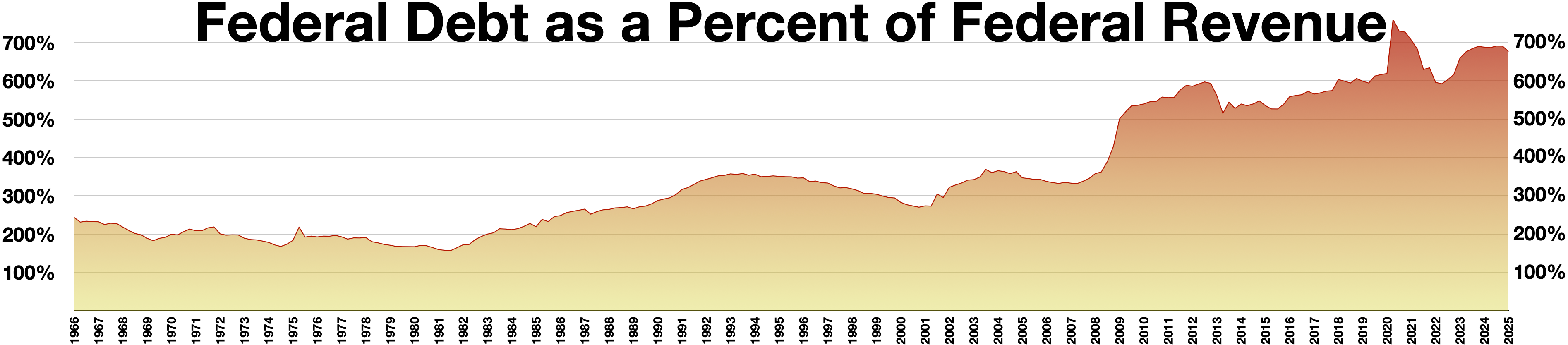
Debito federale in rapporto alle entrate pubbliche: a fine 2023 il rapporto era di 6,7:1

Il debito federale costituisce la maggior parte del debito pubblico totale degli Stati Uniti e in rapporto rispetto al PIL nazionale ha subito dei repentini incrementi in occasione delle due guerre mondiali, della crisi del 1929, negli anni '80 durante la presidenza Reagan e di Bush sr., durante la grande recessione del 2008-2009 e, infine, con la pandemia da COVID-19. Oggi il debito pubblico detenuto da privati si trova a circa il 99% del PIL nazionale, con una proiezione al 117% per il 2034 e al 172% per il 2054.
Il debito federale è stato valutato ininterrottamente sempre come AAA dalle principali agenzie di rating dal 1949 fino al 2011, quando durante l'estate di quell'anno ci fu il primo downgrade in assoluto seguito da un secondo nell'agosto 2023 da parte di Fitch.
Ad aprile 2024 la valutazione è: Aaa/negative (Moody's), AA+/stable (S&P), AA+ (Fitch) e AAA/stable (DBRS).

### Debiti statali e locali
Gli Stati federati e le amministrazioni locali degli Stati Uniti hanno un debito totale di circa 3.250 miliardi di $.
Ciascun Stato federato può emettere i propri titoli di debito e ha un proprio bilancio autonomo separato dal governo federale. Le agenzie di rating internazionali hanno pertanto da sempre condotto valutazioni anche su di essi. La maggior parte degli Stati ha delle buone finanze pubbliche, ma alcuni di essi hanno dei problemi finanziari anche abbastanza seri, acuitisi a partire dagli anni 2000 in poi.

Particolari problemi finanziari sono sorti ad esempio nel caso dello Stato dell'Illinois e la crisi del suo sistema pensionistico e per la bancarotta della città di Detroit nel 2013.